# Jean Simard
Pour les articles homonymes, voir Simard.
Jean Simard, né en 1916 à Québec et mort le 27 février 2005 à Montréal, est un écrivain, professeur et traducteur québécois, auteur de romans et d'essais.

## Biographie
Après des études au Petit Séminaire de Québec et, de 1933 à 1939, à l'École des beaux-arts de Montréal, il œuvre dans le milieu de l'éducation à partir des années 1940. Professeur à l'Université du Québec à Montréal à partir de 1969, il se charge en parallèle de contrats de conférencier et de rédacteur pour Radio-Canada.
Félix (1947), son premier roman, attire les foudres de la censure ecclésiastique. Son troisième roman, Mon fils pourtant heureux, connaît un beau succès et remporte le Prix du Cercle du livre de France 1956.
L'unique pièce de théâtre qu'il écrit, L'Ange interdit, et qui met en scène un triangle amoureux, est cotée « Mauvais » dans la revue Lectures des Éditions Fides pour sa représentation critique du clergé.
Comme traducteur, il signe le texte français de plusieurs romans de l'écrivain anglophone Mordecai Richler, notamment L'Apprentissage de Duddy Kravitz (The Apprenticeship of Duddy Kravitz).
Le fonds d'archives de Jean Simard est conservé au centre d'archives de Montréal de Bibliothèque et Archives nationales du Québec.

## Œuvres

### Romans
- Félix : livre d'enfant pour adultes (1947)
- Hôtel de la reine (1949)
- Mon fils pourtant heureux (1956)
- Les Sentiers de la nuit (1959)
- La Séparation (1970)

### Recueils de nouvelles
- 13 récits (1964)
- Le Singe et le Perroquet (1983)

### Essais
- Répertoire (1961)
- Nouveau Répertoire (1965)
- Marcel Brainstein, sculpteur (1970)
- Une façon de parler (1973)
- L'Art religieux des routes du Québec (1995)

### Théâtre
- L'Ange interdit (1961)

## Honneurs
- 1948 - Prix Kornmann de l'Académie française pour Félix : livre d'enfant pour adultes
- 1956 - Prix du Cercle du livre de France pour Mon fils pourtant heureux
- 1962 - Membre de la Société royale du Canada
- 1963 - Prix Ludger-Duvernay
- 1976 - Prix de la traduction du Conseil des Arts du Canada
- 1991 - Membre de la Société des Dix
- ? - Membre de la Société des écrivains canadiens
- 2015 - membre honoraire du Musée de la mémoire vivante[4]